# Matter Master
Matter Master, è l'alias di Mark Mandrill, un personaggio dei fumetti DC Comics, creato da Gardner Fox e Joe Kubert. È un supercriminale, avversario di Hawkman, comparso per la prima volta in The Brave and the Bold n. 35 nell'aprile-maggio 1961.

## Biografia del personaggio
Mandrill era uno scienziato divenuto alchimista. Tentò di tramutare il piombo in oro, quando il composto su cui stava lavorando esplose. Istintivamente, urlando, "Sta' lontano da me!", rimase stupefatto dal constatare che il composto obbedì al suo comando. Chiamando il composto "Mentachem", ne ricavò una bacchetta utilizzandola per avviare una vita da criminale. Per molti anni combatté contro Hawkman e la Justice League of America. È anche un membro della Società segreta dei supercriminali.
In Hawkman vol. 4 n. 23 del marzo 2004, Matter Master rapì la gente più ricca di St. Roch allo scopo di attirare Hawkman in battaglia. Il confronto durò al massimo pochi secondi, e terminò quando Hawkman utilizzò la sua ascia per tagliare il braccio destro di Mater Master. Mandrill ritornò successivamente nella storia della JLA "Crisis of Coscience", membro di una squadra di altri criminali vittime di lavaggi mentali da parte della squadra di supereroi.

## Poteri e abilità
Matter Master non possiede alcun superpotere innato, ma finché rimane in contatto con la sua bacchetta di "Mentachem" può mutare, trasmutare o far levitare qualsiasi materia.

## Versioni alternative
Matter Master comparve in Justice League Unlimited n. 31, fumetto che si basa sulla serie animata omonima. I suoi poteri gli permisero di controllare Metamorpho.